# 阮晉勇
阮晉勇（越南语：／，發音：[ŋwiən˦ˀ˥ tən˧˦ zʊwŋ͡m˦ˀ˥]；1949年11月17日—），生於南越金甌省金瓯市，越南政治人物，政治傾向屬南方亲美派，越共中央政治局委員（黨內位列第三，在總書記和國家主席之後），2006年6月至2016年4月任越南政府总理、党组书记，还担任国防与安全委员会副主席。

## 從政簡歷
阮晉勇出生於在越南南部（當時仍屬法國附庸）金瓯市。據稱他1961年至1981年在越南人民军服役，任文书、通信员、卫生员（战地救伤）、护士、医士。历任班长(Tiểu đội bậc trưởng，中士级别）、排长(Trung đội bậc trưởng，准尉级别)、副连长(Đại đội bậc phó, 少尉级别)、连长(Đại đội bậc trưởng, 中尉级别)-手术队队长、 迪石省队军医连连长兼政治员长(Đại đội trưởng và Chính trị viên trưởng Đại đội Quân y thuộc Tỉnh đội Rạch Giá)。
1967年6月10日加入越南劳动党，1968年3月10日转为正式党员。1969年下半年的美军的金瓯省-坚江省反游击队大扫荡中，阮晋勇身负重伤几乎阵亡。1975年越南战争结束后，阮晋勇以上尉军衔选择了继续留在军队工作，任第207步兵营的政治员长（Chính trị viên trưởng Tiểu đoàn Bộ binh 207）、第152步兵团大尉政治主任(Chủ nhiệm Chính trị Trung đoàn Bộ binh 152)。 参加了1976-1977年的保卫越南西南边界战争和1978年开始的柬越战争。最后一个军队职务是坚江省军事指挥部少校干部部长，曾在阮爱国高级党校学习。
1981年转业地方后担任坚江省省委组织与干部部副部长；坚江省委常委、坚江省河仙县委书记；1990年任坚江省委副书记兼省人民委员会主席、越军第9军区坚江省军事委员会书记等职。在越共六大(1986年)当选为中央候补委员、越共七大(1991年)当选为中央委员。1995年1月，调入中央工作，出任越南内务部副部长、党中央检查委员会委员。1996年6月在越共八大上当选为政治局委员、政治局常委、中央书记处书记、中央经济委员会负责人，负责解决金融问题。1997年9月29日在越南第十届国会当选为政府常务副總理，出任政府金融与货币委员会主席。1998年1月不再担任政治局常委。1998年5月国会任命阮晋勇兼任越南国家银行行长，推动金融系统的改革与整顿，直至1999年12月卸任。2001年4月越共九大上当选政治局委员排名第5（从这届开始越共不再设政治局常委）。2002年8月，越南政府换届，继续担任副总理。

## 总理
2006年4月，越共十大上当选中央政治局委员，排名第3，5月16日，獲時任總理的潘文凱提名阮晋勇为总理候选人。 2006年6月24日，潘文凯宣布辞职。6月27日越南国会选举阮晋勇为总理。2007年6月25日，第12届国会选举新一任政府，阮晋勇继续担任总理，得票率96.96%。
2011年6月25日，第13届越南国会选举新一届政府，阮晋勇继续留任总理。7月25日，新当选的越南国家主席张晋创根据越共中央的建议，向国会推荐阮晋勇为越南新一届总理候选人；7月26日下午，越南第十三届国会第一次会议投票通过提名，现任总理阮晋勇以94%得票率获得连任，任期將至2016年。
在2016年1月的越共十二大前，阮晉勇一度被外界認為能更進一步當選越共中央总书记，但最終阮富仲连任总书记职务，且未能當選進入越共中央委員會，被認為是權力鬥爭失敗。
2016年4月6日，阮晋勇总理任期届满，越南国会投票同意阮晋勇卸任政府总理一职，次日经投票由唯一候选人阮春福接任。

### 經濟政策
阮晉勇任内主導下，越南實施經濟改革，2007年協助越南加入世界貿易組織（WTO），推進與歐盟和韓國等的自由貿易協定（FTA），加上引進大量外資，令越南人均GDP增長3倍，2015年經濟增長達6.7%。阮晉勇領導越南參与了由美國主導的跨太平洋戰略經濟夥伴關係協議（TPP），將對越南帶來重大經濟利益，被認為是阮晉勇任内的重大政績。
但是，阮晉勇實施的經濟改革面臨反對激進改革的保守派領導層的反對。保守派擔心，經濟過份開放會令市場被外資奪走，將令國內經濟陷入疲弊。保守派指摘他處理經濟不當，令國營公司倒閉、無力控制龐大公共債務、縱容貪污等。
阮晉勇任内越南也面對嚴重的經濟問題和一系列金融腐敗事件，导致他也受到许多批评，甚至有议员要求他下台。阮晋勇任内同時還面對隨金融危機而來的銀行壞帳問題，以及越南必須面對欠缺管理現代銀行體系的實際操作經驗的問題。2012年越共第十一屆中央委員會第六次會議時，阮晋勇因經濟與金融問題受到不點名批評，但最終越共中央委員會沒有處分總理阮晉勇。

### 外交关系
阮晉勇在任期間，主張對中國在南海的領土主張採取強硬姿態。2014年5月，中國將石油勘探裝置移至西沙群島，阮晉勇曾稱「我們不會用主權與合法權利來換取與中國之間的虛偽而從屬性的友情」。
阮晉勇也被認為是亲美派，在阮晉勇任内，他帶領越南與美國建立良好關係。
马来西亚方面，2012年10月30日，阮晋勇在政府总部会见了访越的马来西亚前首相阿都拉·巴达威。他也曾在2015年8月訪問馬來西亞，期间代表越南和馬來西亞簽署聯合聲明，宣布建立戰略夥伴關係框架。

## 家属
长子阮青毅生于1976年8月12日，2011年成為越共中央委員會的候補委員，兼任建設部副部長。39岁当选越南坚江省省委书记。2016年越共十二大後進入越共中央委員會。
二子阮明哲生于1988年，25岁当选越共平定省党委委员，是该省55名省委干部中最年轻的一个，现任胡志明共产主义青年团中央书记、越南大学生协会主席。
女儿阮清鳳1980年出生，执掌着投资基金公司“越南资本管理”（Viet Capital Asset Management）和证券公司“越南资本证券”（Viet Capital Securities）。女婿阮寶黄是美国籍，原南越阮文绍政权内阁副部长、在1975年出逃美国的阮邦的儿子。

## 傳聞
2006年有报道称，阮晉勇曾就讀於中国广西师范大学的育才校区。但此后广西师范大学有教师表示，该校从来没有一个叫做阮晋勇的学生，“校友”之说为误传。
2014年6月，有华文媒体传出阮晋勇因反对越共中央将越南排华暴乱评价为“有关反共反社会主义的、以民族主义为借口发生的暴力行为”而遭到调查的消息，据传阮晋勇表示“不排除以个人身份与党外政治团体合作”。其后中国大陸央视亦引述了这一消息。但此消息尚未得到越南官方证实。
2016年1月越南共产党第十二次全国代表大会举行前夕，据闻已经出任两届总理的阮晋勇谋求升任越共中央总书记，成为越南的党和国家最高领导人。不过越共内部的保守派劝服阮富仲超龄留任总书记，最终阮晋勇放弃竞逐，离开中央委员会和政治局，但其长子阮清谊成功当选越共第十二届中央委员。